# Sansevieria suffruticosa
Sansevieria suffruticosa är en sparrisväxtart som beskrevs av Nicholas Edward Brown. Sansevieria suffruticosa ingår i släktet bajonettliljor, och familjen sparrisväxter.

## Underarter
Arten delas in i följande underarter:
- S. s. longituba
- S. s. suffruticosa

## Bildgalleri

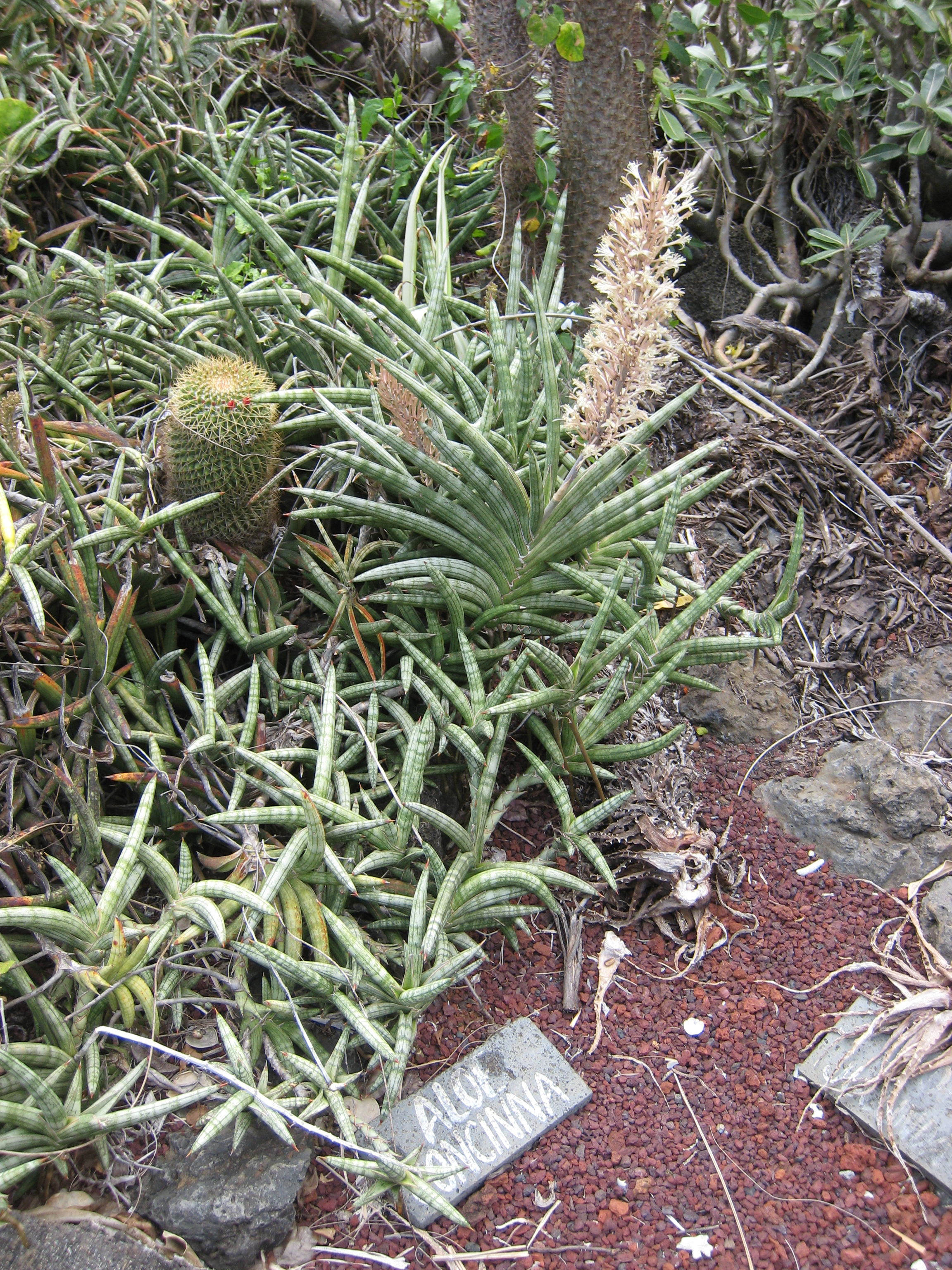
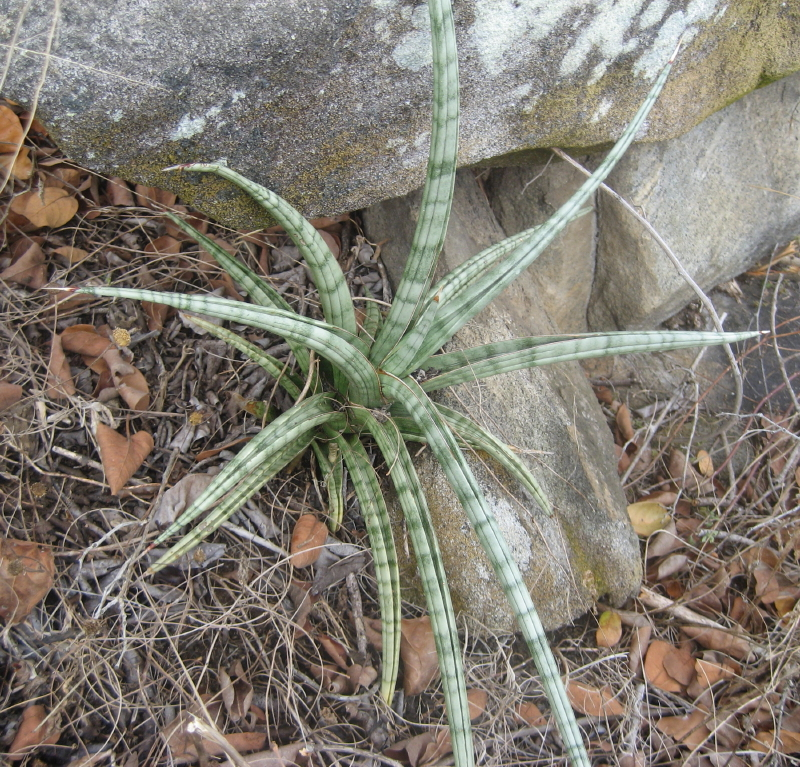
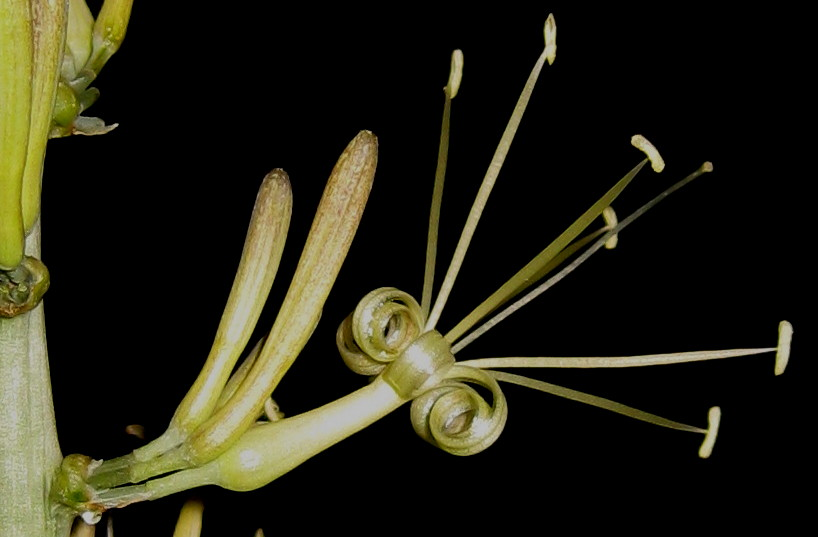
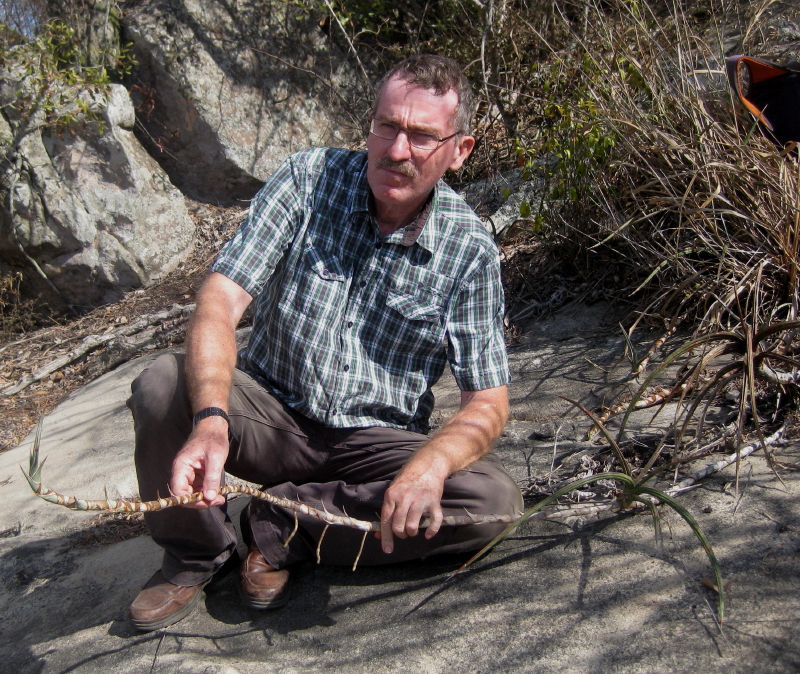